# Ezüst Medve díj a legjobb színésznőnek
A legjobb színésznőnek járó Ezüst Medve díj (németül: Silberne Bär für den besten Darstellerin) a Berlini Nemzetközi Filmfesztivál 1956 és 2020 között kiosztott filmművészeti elismerése volt, amelyet annak a színésznőnek ítélték oda, aki a hivatalos válogatás Arany Medvéért versenyző nagyjátékfilmjei egyikében kiemelkedő alakítást nyújtott – függetlenül attól, hogy fő- vagy mellékszerepről volt szó. A díjazott személyéről a rendezvény nemzetközi filmes szaktekintélyekből álló zsűrije döntött.
Az díjat első alkalommal 1956-ban, a 6. fesztiválon, utoljára pedig 2020-ban, a 70. Berlinalén osztották ki.
2021-ben az elismerés odaítélését ebben a formában – a legjobb színész díjjal együtt – beszüntették, helyettük két gendersemleges díjat hoztak létre legjobb főszereplő és legjobb mellékszereplő elnevezéssel.
A díj történetének 65 éve alatt a nemzetközi zsűri három alkalommal döntött úgy (1969, 1973 és 1974), hogy senkinek sem ítéli oda a díjat. 1970-ben elmaradt a díjazás, mivel a filmfesztivál félbeszakadt a hivatalos válogatás egyik alkotása, a német Michael Verhoeven o.k. című háborúellenes filmdrámája körül kialakult, s végül a zsűri lemondásához vezetett vita miatt. 2011-ben a Nader és Simin – Egy elválás története teljes női szereplőgárdája átvehette az elismerést.
A díjat leggyakrabban amerikai filmszínésznők vehették (13 alkalommal), őket német (NSZK, NDK) (12), valamint francia és brit kollégáik (8-8) követték. Csak az amerikai Shirley MacLaine tudott e kategóriában kétszer nyerni (1959 és 1971). 1984-ben Inna Csurikova legjobb színésznő kategóriában történt elismerése mellett Monica Vitti is átvehetett egy külön Ezüst Medvét Roberto Russo Flirt című vígjátékában nyújtott „kiemelkedő egyéni teljesítményéért”. Hidari Szacsiko japán színésznő az egyetlen, aki ugyanazon rendezvényen (1964) két különböző filmben nyújtott alakításáért is díjaztak (Kanodzso to kare, valamint Rovarasszony).

## Díjazottak
| Év   | Díjazott                                             | Magyar cím                                           | Eredeti cím                                              |
| ---- | ---------------------------------------------------- | ---------------------------------------------------- | -------------------------------------------------------- |
| 1956 | Elsa Martinelli                                      | N/A                                                  | Donatella                                                |
| 1957 | Yvonne Mitchell                                      | N/A                                                  | Woman in a Dressing Gown                                 |
| 1958 | Anna Magnani                                         | Vadul fúj a szél                                     | Wild Is the Wind                                         |
| 1959 | Shirley MacLaine                                     | Kérd bármelyik lányt                                 | Ask Any Girl                                             |
| 1960 | Juliette Mayniel                                     | A búcsú                                              | Kirmes                                                   |
| 1961 | Anna Karina                                          | Az asszony, az asszony                               | Une femme est une femme                                  |
| 1962 | Rita Gam                                             | Nincs kiút                                           | No Exit                                                  |
| 1962 | Viveca Lindfors                                      | Nincs kiút                                           | No Exit                                                  |
| 1963 | Bibi Andersson                                       | N/A                                                  | Älskarinnan                                              |
| 1964 | Hidari Szacsiko                                      | N/A                                                  | Kanodzso to kare (彼女と彼)                              |
| 1964 | Hidari Szacsiko                                      | Rovarasszony                                         | Nippon koncsúki (にっぽん昆虫記)                         |
| 1965 | Madhur Jaffrey                                       | N/A                                                  | Shakespeare-Wallah                                       |
| 1966 | Lola Albright                                        | Nahát, ilyet!                                        | Lord Love a Duck                                         |
| 1967 | Edith Evans                                          | Suttogók                                             | The Whisperers                                           |
| 1968 | Stéphane Audran                                      | Barátok                                              | Les biches                                               |
| 1969 | Nem osztottak díjat.                                 | Nem osztottak díjat.                                 | Nem osztottak díjat.                                     |
| 1970 | A fesztivál félbeszakítása miatt a díjazás elmaradt. | A fesztivál félbeszakítása miatt a díjazás elmaradt. | A fesztivál félbeszakítása miatt a díjazás elmaradt.     |
| 1971 | Shirley MacLaine                                     | Hova tűnt szép napok                                 | Desperate Characters                                     |
| 1971 | Simone Signoret                                      | A macska                                             | Le chat                                                  |
| 1972 | Elizabeth Taylor                                     | N/A                                                  | Hammersmith Is Out                                       |
| 1973 | Nem osztottak díjat.                                 | Nem osztottak díjat.                                 | Nem osztottak díjat.                                     |
| 1974 |                                                      |                                                      |                                                          |
| 1975 | Tanaka Kinujo                                        | N/A                                                  | Szandakan hacsiban sókan bókjó (サンダカン八番娼館 望郷) |
| 1976 | Jadwiga Barańska                                     | N/A                                                  | Noce i dnie                                              |
| 1977 | Lily Tomlin                                          | N/A                                                  | The Late Show                                            |
| 1978 | Gena Rowlands                                        | Premier                                              | Opening Night                                            |
| 1979 | Hanna Schygulla                                      | Maria Braun házassága                                | Die Ehe der Maria Braun                                  |
| 1980 | Renate Krößner                                       | N/A                                                  | Solo Sunny                                               |
| 1981 | Barbara Grabowska                                    | Robbanásveszély                                      | Gorączka                                                 |
| 1982 | Katrin Sass                                          | Kezesség egy évre                                    | Bürgschaft für ein Jahr                                  |
| 1983 | Jevgenyija Glusenko                                  | Szerelem, receptre                                   | Влюблён по собственному желанию                          |
| 1984 | Inna Csurikova                                       | Harctéri regény                                      | Военно-полевой роман                                     |
| 1985 | Jo Kennedy                                           | N/A                                                  | Wrong World                                              |
| 1986 | Marcelia Cartaxo                                     | A csillag órája                                      | A Hora da Estrela                                        |
| 1986 | Charlotte Valandrey                                  | N/A                                                  | Rouge baiser                                             |
| 1987 | Ana Beatriz Nogueira                                 | N/A                                                  | Vera                                                     |
| 1988 | Holly Hunter                                         | A híradó sztárjai                                    | Broadcast News                                           |
| 1989 | Isabelle Adjani                                      | Camille Claudel                                      | Camille Claudel                                          |
| 1990 | Jessica Tandy                                        | Miss Daisy sofőrje                                   | Driving Miss Daisy                                       |
| 1991 | Victoria Abril                                       | Szeretők                                             | Amantes                                                  |
| 1992 | Maggie Cheung                                        | N/A                                                  | Zsuan Ling-jü (阮玲玉, Ruan Lingyu)                      |
| 1993 | Michelle Pfeiffer                                    | A szeretet földje                                    | Love Field                                               |
| 1994 | Crissy Rock                                          | Katicabogár, katicabogár                             | Ladybird Ladybird                                        |
| 1995 | Josephine Siao                                       | N/A                                                  | Nuzsen szesi (女人四十, Nu ren si shi)                   |
| 1996 | Anouk Grinberg                                       | Az én pasim                                          | Mon homme                                                |
| 1997 | Juliette Binoche                                     | Az angol beteg                                       | The English Patient                                      |
| 1998 | Fernanda Montenegro                                  | Központi pályaudvar                                  | Central do Brasil                                        |
| 1999 | Juliane Köhler                                       | Aimée és Jaguár                                      | Aimée & Jaguar                                           |
| 1999 | Maria Schrader                                       | Aimée és Jaguár                                      | Aimée & Jaguar                                           |
| 2000 | Bibiana Beglau                                       | A lövés utáni csend                                  | Die Stille nach dem Schuss                               |
| 2000 | Nadja Uhl                                            | A lövés utáni csend                                  | Die Stille nach dem Schuss                               |
| 2001 | Kerry Fox                                            | Intimitás                                            | Intimacy                                                 |
| 2002 | Halle Berry                                          | Szörnyek keringője                                   | Monster’s Ball                                           |
| 2003 | Nicole Kidman                                        | Az órák                                              | The Hours                                                |
| 2003 | Julianne Moore                                       | Az órák                                              | The Hours                                                |
| 2003 | Meryl Streep                                         | Az órák                                              | The Hours                                                |
| 2004 | Catalina Sandino Moreno                              | Üdvözlégy Mária, kegyelemmel teljes ...              | Maria Full of Grace                                      |
| 2004 | Charlize Theron                                      | A rém                                                | Monster                                                  |
| 2005 | Julia Jentsch                                        | Sophie Scholl – Aki szembeszállt Hitlerrel           | Sophie Scholl – Die letzten Tage                         |
| 2006 | Sandra Hüller                                        | Requiem egy lányért                                  | Requiem                                                  |
| 2007 | Nina Hoss                                            | Yella                                                | Yella                                                    |
| 2008 | Sally Hawkins                                        | Hajrá boldogság!                                     | Happy-Go-Lucky                                           |
| 2009 | Birgit Minichmayr                                    | Mások vagyunk                                        | Alle Anderen                                             |
| 2010 | Teradzsima Sinobu                                    | N/A                                                  | Kjatapirá (キャタピラー)                                 |
| 2011 | Sareh Bayat                                          | Nader és Simin – Egy elválás története               | Jodaeiye Nader az Simin (جدایی نادر از سیمین‎)            |
| 2011 | Sarina Farhadi                                       | Nader és Simin – Egy elválás története               | Jodaeiye Nader az Simin (جدایی نادر از سیمین‎)            |
| 2011 | Leila Hatami                                         | Nader és Simin – Egy elválás története               | Jodaeiye Nader az Simin (جدایی نادر از سیمین‎)            |
| 2011 | Kimia Hosseini                                       | Nader és Simin – Egy elválás története               | Jodaeiye Nader az Simin (جدایی نادر از سیمین‎)            |
| 2012 | Rachel Mwanza                                        | A háború sámánja                                     | Rebelle                                                  |
| 2013 | Paulina García                                       | Gloria                                               | Gloria                                                   |
| 2014 | Kuroki Haru                                          | N/A                                                  | (Csíszai o ucsi) (小さいおうち)                          |
| 2015 | Charlotte Rampling                                   | 45 év                                                | 45 Years                                                 |
| 2016 | Trine Dyrholm                                        | A kommuna                                            | Kollektivet                                              |
| 2017 | Kim Minhi (김민희, Kim Min-hee)                      | N/A                                                  | Bamui haebyun-eoseo honja (밤의 해변에서 혼자)           |
| 2018 | Ana Brun                                             | N/A                                                  | Las herederas                                            |
| 2019 | Jung Mej (咏梅, Yong Mei)                            | Viszlát, fiam                                        | Ti csiu tien csang (地久天长, Di jiu tian chang)         |
| 2020 | Paula Beer                                           | Hableány                                             | Undine                                                   |